# Огненный сцинк
Огненный сцинк, или фернандская лигозома (лат. Mochlus fernandi) — вид ящериц из семейства сцинковых. Сравнительно крупный сцинк с яркой окраской. Обитает в тропических лесах Западной и Центральной Африки, живёт от пятнадцати до двадцати лет. Дневная ящерица, в природе осторожна и скрытна, но в неволе может стать ручной.
Видовое название fernandi дано в честь острова Биоко в Гвинейском заливе вблизи побережья Центральной Африки, который до 1973 года носил название Фернандо-По. На этом острове был пойман типовой экземпляр этого вида, по которому в 1836 году британским зоологом Эдвардом Бартоном был описан вид под названием Tiliqua fernandi.
Достаточно крупный, по сравнению с другими видами сцинков, вид ящериц — общая длина тела составляет 37—38 см, иногда до 42 см, без хвоста — до 16,1 см. Голова относительно короткая и широкая, морда округлая, глаза относительно большие с круглыми зрачками; ушное отверстие более или менее овальное и хорошо заметное, без долек. Туловище толстое, почти цилиндрическое; конечности относительно короткие, но сильные, с пятью тонкими пальцами. Хвост такой же толстый, как и туловище, плавно сужающийся, составляет примерно половину общей длины, несмотря на свою кажущуюся полноту, легко поддается аутотомии; чешуя тела сильно килеватая, с тремя килями на спинных чешуйках и до пяти килей на боковых чешуйках; вокруг середины тела имеется от 31 до 34 рядов чешуек. Окраска яркая: на спине золотистого цвета, на боках чередующиеся поперечные красные (или оранжевые) и черные полосы с отдельными белыми чешуйками, брюшная сторона серебристо-белая. Половой диморфизм выражен слабо: самцы, как правило, крупнее самок, с немного более плоской головой и более широкими челюстями.
Огненный сцинк распространен во влажных тропических лесах юга Западной и Центральной Африки, от юга Гвинеи и Сьерра-Леоне до запада Габона на юге ареала и до востока Демократической Республики Конго (до озера Эдуард) на востоке.
В основном насекомоядный вид. При содержании в неволе эти ящерицы поедают сверчков и личинок насекомых, таких как мучные черви.
Различают 2 подвида:
- Mochlus fernandi fernandi (Burton, 1836)
- Mochlus fernandi harlani (Hallowell, 1845)

Огненных сцинков содержат в неволе, в том числе в качестве домашних животных. На международном рынке продают как выращенных в неволе особей, так и пойманных в дикой природе. Эти ящерицы не социальны и их содержат поодиночке. Для содержания одного взрослого огненного сцинка необходим достаточно крупный террариум горизонтального типа объёмом 150 литров. На дно террариума помещают большое количество рыхлого субстрата, в котором ящерица сможет рыть норы. Внутри террариума поддерживают влажный микроклимат. В одном конце террариума располагают лампу накаливания, под которой ящерица сможет греться. Кормят живыми насекомыми, иногда дают новорожденных мышат.